# Championnat d'Angleterre de football 1961-1962
Navigation
Édition précédente Édition suivante
La 63e édition du championnat d'Angleterre de football est remportée par Ipswich Town. Le club d'Ipswich, promu en première division, crée la surprise en remportant le championnat pour la première fois de son histoire avec trois points d'avance sur Burnley FC.
Ipswich Town se qualifie pour la Coupe des clubs champions en tant que champion d'Angleterre. Tottenham Hotspur, vainqueur de la Cup, comme l’année précédente, se qualifie pour la Coupe des vainqueurs de coupe. Everton FC se qualifie pour la Coupe des villes de foires.
Le système de promotion/relégation reste en place : descente et montée automatique, sans matchs de barrage pour les deux derniers de première division et les deux premiers de deuxième division. À la fin de la saison, Cardiff City et Chelsea FC sont relégués en deuxième division. Ils sont remplacés pour la saison suivante par Liverpool FC et Leyton Orient.
Les attaquants anglais Ray Crawford, d'Ipswich Town, et Derek Kevan, de West Bromwich Albion, se partagent le titre de meilleur buteur du championnat avec 33 buts réalisations.

## Classement
Source : Classement officiel
| Rang | Équipe                  | Pts | J  | G  | N  | P  | Bp  | Bc | Diff |
| ---- | ----------------------- | --- | -- | -- | -- | -- | --- | -- | ---- |
| 1    | Ipswich Town P          | 56  | 42 | 24 | 8  | 10 | 93  | 67 | +26  |
| 2    | Burnley FC              | 53  | 42 | 21 | 11 | 10 | 101 | 67 | +34  |
| 3    | Tottenham Hotspur T S C | 52  | 42 | 21 | 10 | 11 | 88  | 69 | +19  |
| 4    | Everton FC              | 51  | 42 | 20 | 11 | 11 | 88  | 54 | +34  |
| 5    | Sheffield United P      | 47  | 42 | 19 | 9  | 14 | 61  | 69 | -8   |
| 6    | Sheffield Wednesday     | 46  | 42 | 20 | 6  | 16 | 72  | 58 | +14  |
| 7    | Aston Villa             | 44  | 42 | 18 | 8  | 16 | 65  | 56 | +9   |
| 8    | West Ham United         | 44  | 42 | 17 | 10 | 15 | 76  | 82 | -6   |
| 9    | West Bromwich Albion    | 43  | 42 | 15 | 13 | 14 | 83  | 67 | +16  |
| 10   | Arsenal FC              | 43  | 42 | 16 | 11 | 15 | 71  | 72 | -1   |
| 11   | Bolton Wanderers        | 42  | 42 | 16 | 10 | 16 | 62  | 66 | -4   |
| 12   | Manchester City         | 41  | 42 | 17 | 7  | 18 | 78  | 81 | -3   |
| 13   | Blackpool FC            | 41  | 42 | 15 | 11 | 16 | 70  | 75 | -5   |
| 14   | Leicester City          | 40  | 42 | 17 | 6  | 19 | 72  | 71 | +1   |
| 15   | Manchester United       | 39  | 42 | 15 | 9  | 18 | 72  | 75 | -3   |
| 16   | Blackburn Rovers        | 39  | 42 | 14 | 11 | 17 | 50  | 58 | -8   |
| 17   | Birmingham City         | 38  | 42 | 14 | 10 | 18 | 65  | 81 | -16  |
| 18   | Wolverhampton Wanderers | 36  | 42 | 13 | 10 | 19 | 73  | 86 | -13  |
| 19   | Nottingham Forest       | 36  | 42 | 13 | 10 | 19 | 63  | 79 | -16  |
| 20   | Fulham FC               | 33  | 42 | 13 | 7  | 22 | 66  | 74 | -8   |
| 21   | Cardiff City            | 32  | 42 | 9  | 14 | 19 | 50  | 81 | -31  |
| 22   | Chelsea FC              | 28  | 42 | 9  | 10 | 23 | 63  | 94 | -31  |

Qualifications européennes
Coupe des clubs champions 1962-1963
- 1er : tour préliminaire

Coupe des coupes 1962-1963
- C : huitièmes de finale

Coupe des villes de foires 1962-1963
- premier tour

Relégation
- 21e et 22e : relégation en Division 2

Abréviations
T : Tenant du titre

P : Promus de Division 2

S : Vainqueur du Charity Shield 1961

C : Vainqueur de la Coupe d'Angleterre 1961-1962

## Meilleur buteur
Avec 33 buts, l'attaquant anglais d'Ipswich Town, Ray Crawford et l'attaquant anglais de West Bromwich Albion, Derek Kevan remportent ex æquo le titre de meilleur buteur du championnat d'Angleterre.